# Кубок Кипра по футболу 1934/1935
Кубок Кипра по футболу 1934/35 года (греч. Κύπελλο Κύπρου ποδοσφαίρου ανδρών 1934/1935) — 1-й розыгрыш Кубка Кипра по футболу.

## 1/4 финала
| Дата | Хозяева     | Счёт | Гости                        |
| ---- | ----------- | ---- | ---------------------------- |
|      | ЭПА Ларнака | 0:1  | АПОЭЛ                        |
|      | АЕЛ Лимасол | 2:3  | Спортивный клуб Лефкоша Тюрк |
|      | Траст       | 5:2  | Арис Лимасол                 |
|      | Анортосис   | 7:2  | Олимпиакос Никосия           |

## 1/2 финала
| Дата | Хозяева   | Счёт | Гости                        |
| ---- | --------- | ---- | ---------------------------- |
|      | АПОЭЛ     | 1:0  | Спортивный клуб Лефкоша Тюрк |
|      | Анортосис | 2:3  | Траст                        |

## Финал
| Дата 1 матча | Дата 2 матча | Хозяева | Счёт 1 матча | Счёт 2 матча | Гости |
| ------------ | ------------ | ------- | ------------ | ------------ | ----- |
| 18.11.1934   | 25.11.1934   | АПОЭЛ   | 0:0          | 0:1          | Траст |

| Обладатель Кубка Кипра 1934/1935 |
| -------------------------------- |
| Траст в 1-й раз                  |